# فيسبوك لايف
فيسبوك لايف أطلقتة فيس بوك في أغسطس 2015، لتمكين كبار المستخدمين المعروفين من بث دفق فيديو حي باستخدام تطبيق تنويهات فيسبوك.